# J. J. Lionel
Jean-Jacques Lionel, dit J. J. Lionel, nom de scène de Jean-Jacques Blairon, né le 9 août 1947 à Binche (Wallonie) et mort le 14 juillet 2020 à Comines-Warneton, est un chanteur belge.
Il est connu principalement pour sa chanson La Danse des canards parue en 1981.

## Biographie
Originaire de Binche, Jean-Jacques Blairon est diplômé du Conservatoire de musique de Mons. Musicien professionnel, principalement à la basse, il accompagne le chanteur Jacques Hustin, ou encore le groupe Wallace Collection à la fin des années 1970.

### La Danse des canards, succès planétaire
Musicien dans l'orchestre de l'accordéoniste Hector Delfosse, Jean-Jacques Blairon joue un soir Vogeltjedans (La danse des oiseaux), un morceau instrumental suisse lors d'un concert en région bruxelloise. Devant les réactions enthousiastes du public, Hector Delfosse et son frère Georges décident de mettre des paroles sur cet air de musique, et sollicitent le parolier Éric Genty, chanteur à succès en Belgique dans les années 1960. Jean-Jacques Blairon devient alors J. J. Lionel, et La danse des canards est un succès commercial mondial, avec 3,5 millions de disques vendus. La chanson figure au Livre Guinness des records de l’année 1983 comme la chanson la plus vendue en France en single vinyle, avec plus de 2,5 millions d'exemplaires. En tant qu'interprète, J. J. Lionel touche seulement un pourcentage sur les ventes de disques.
J. J. Lionel enregistre ensuite d’autres 45 tours avec des titres comme La Danse des petits chats ou Moi je dois faire pipi, adapté d'un titre italien.
Il crée par la suite avec son épouse un spectacle pour enfants,.

### Vie privée
J. J. Lionel et son épouse Georgia Ghesquière, originaire de Comines-Warneton, y emménagent le 9 avril 2016 dans la section de Houthem.

### Mort
J. J. Lionel meurt d'une tumeur au cerveau dans la nuit du 14 au 15 juillet 2020. Il est inhumé au cimetière de Bas-Warneton, section appartenant à la commune de Comines-Warneton.